# Nettie de Man
Antoinette Petronella (Nettie) de Man (Batavia, 26 maart 1909 – Den Haag, 12 december 1993) was een Nederlands kunstschilder, tekenaar, textielkunstenaar en poppenmaker.
Ze was een dochter van Pleun de Man, ambtenaar, en Anna Margaretha Sonius. Haar zuster Meta huwde cellist Henk Berghout. Ze trouwde in 1933 met arts Robert Terwiel. Hun zoon Robert Harko Terwiel werd lector en hoogleraar theoretische natuurkunde aan de Leidse Universiteit.
Nettie de Man kreeg haar opleiding aan de Academie van beeldende kunsten in Den Haag, waar ze de MO-akte tekenen behaalde. Van haar zijn schilderijen, wandtapijten, maskers en poppen bekend. Ze maakte bijvoorbeeld de poppen voor de voorstelling De gelaarsde kat van Cruys Voorbergh uit 1935. Deze marionetten waren in de jaren 90 enige tijd te bewonderen in Het Schielandshuis in Rotterdam. Ze was lid van Schilderessenvereniging ODIS in Den Haag.
- Biografisch Portaal: 51342977
- RKD-Nederlands Instituut voor Kunstgeschiedenis: 52226